# 1969 en rugby à XV
Cette page présente les faits marquants de l'année 1969 en rugby à XV : les principales compétitions et évènements liés au rugby à XV et rugby à sept ainsi que les naissances et décès de grandes personnalités de ce sport.

## Événements

### Mars
- Le Tournoi des cinq nations 1969 voit la victoire du pays de Galles, qui remporte trois matchs et concède un match nul contre la France.
  - Article détaillé : Tournoi des cinq nations 1969

### Mai
- 18 mai: le CA Bègles remporte le championnat de France de rugby à XV de première division 1968-1969 après avoir battu le Stade toulousain en finale[1]. Bègles remporte son premier bouclier de Brennus, effaçant son échec en finale de 1967. Le Stade toulousain échoue lors de sa deuxième finale après 1945, il l'avait emporté en 1947.
  - Article détaillé : Championnat de France de rugby à XV 1968-1969

### Octobre
- Championnat d'Amérique du Sud de rugby à XV 1969

### Décembre
- Cinquième édition de la Coupe Ibérique. Les Espagnols de l'Atlético San Sebastián remportent le petit championnat.

## Naissances
- 8 mars : Abder Agueb, troisième ligne aile
- 20 mars : Fabien Galthié, joueur de rugby à XV international français à 64 reprises.

- 4 septembre : Inga Tuigamala, joueur de rugby à XV néo-zélandais qui a joué avec les All-Blacks (39 sélections) au poste de trois-quarts aile de 1989 à 1993.

- 23 août : Tinus Linee, joueur de rugby à XV sud-africain qui a gagné la Currie Cup à trois reprises avec la Western Province († 3 novembre 2014).